# Ludwig Ferdinand Huber

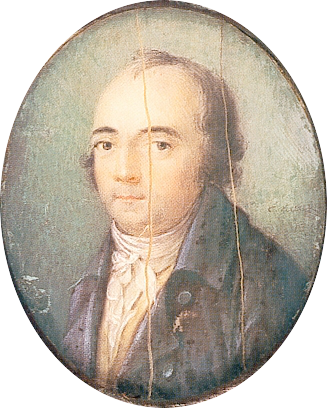
Ludwig Ferdinand Huber um 1800, porträtiert von Karl Ludwig Kaaz

Ludwig Ferdinand Huber (* 14. September 1764 in Paris; † 24. Dezember 1804 in Ulm) war ein deutscher Schriftsteller, Übersetzer und Journalist in der Zeit der Aufklärung und der Französischen Revolution.

## Leben
Huber wurde am 14. September 1764 als Sohn von Michael Huber (1727–1804), der die deutsche Literatur seiner Epoche in Frankreich bekannt machte, geboren. Noch in seiner Kindheit zog er mit seinen Eltern nach Leipzig um, wo er neue Sprachen und Literatur lernte und besonderes Interesse an französischer und englischer Literatur zeigte. In Leipzig freundete er sich mit Christian Gottfried Körner an, dem Vater des Dichters Theodor Körner, verlobte sich in Dresden mit Christian Körners Schwägerin, der Malerin Dora Stock, und kam in Kontakt mit Friedrich Schiller, der einer der engsten Freunde Körners war und mit dem ihn eine lebenslange Freundschaft verband. In Leipzig wurde er Mitglied der Freimaurerloge Minerva zu den drei Palmen.

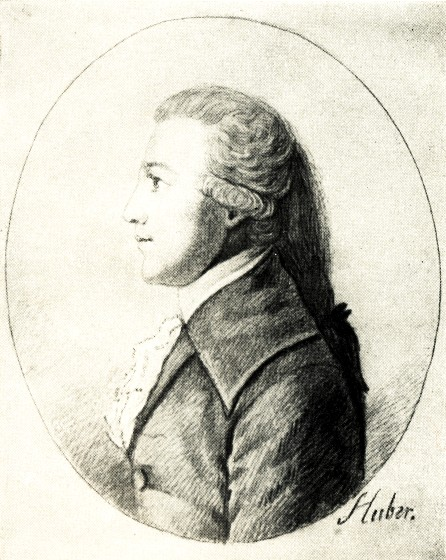
Ludwig Ferdinand Huber auf einer Silberstiftzeichnung von Dora Stock, 1784

1785 übersetzte er „Der tolle Tag oder Figaros Hochzeit“ von Beaumarchais in die deutsche Sprache.
1787 wurde er Sekretär der Sächsischen Gesandtschaft in Kurmainz, wo er bis zur Besetzung durch Frankreich im Jahre 1792 verblieb. Nach einem Geheimbericht aus dem Frühjahr 1792 zählte Huber neben Georg Forster und Wilhelm Heinse zu den „vorzüglichsten Demokraten und Revolutionsräten“ in Mainz. Nach dem Weggang seines Freundes Forster, der als Deputierter der Mainzer Republik nach Paris gesandt worden war, um dort für den Beitritt der Mainzer Republik zur Französischen Republik zu werben und seine Frau Therese wie auch seine übrige Familie verarmt zurückgelassen hatte, kümmerte Huber sich um dessen Familie. In Liebe zu Forsters begabter junger Frau gab Huber seine diplomatische Stellung auf und brach die Verlobung mit Dora Stock. Mit Therese Forster zog er nach Bôle in Neuchâtel und heiratete Therese nach Forsters Tod im Jahre 1794. In dieser Zeit stand er in engem Kontakt mit der Schriftstellerin und Salonnière Isabelle de Charrière, die im nahe gelegenen Colombier lebte und Forsters Tochter Therese als Gesellschafterin aufnahm. Er übersetzte in dieser Zeit Arbeiten von Isabelle de Charrière und ihrer Schülerin Isabelle de Gélieu in die deutsche Sprache und sorgte für deren Veröffentlichung im Verlag von Johann Friedrich Cotta.
Im März 1798 wurde Huber in Tübingen stellvertretender Chefredakteur der von Cotta herausgegebenen politischen Tageszeitung Neueste Weltkunde. Weil das Blatt vom Wiener Hofgericht aus politischen Gründen verboten wurde, gab Johann Friedrich Cotta die Zeitung in Stuttgart unter dem Namen Allgemeine Zeitung heraus, nun mit Ludwig Ferdinand Huber als Chefredakteur. Ein Konflikt mit dem württembergischen Herzog brachte es mit sich, dass Cotta die Zeitung im Jahre 1803 in das bayerische Neu-Ulm umsiedelte. Huber wurde im folgenden Jahr zum Rat für das Bildungswesen in dem neu geschaffenen baierischen Provinz Schwaben bestellt.
Ludwig Ferdinand Huber starb am 24. Dezember 1804 im Alter von 40 Jahren in Ulm. Er fand seine letzte Ruhestätte auf dem Friedhof im – damals noch eigenständigen – heutigen Ulmer Stadtteil Söflingen.

## Schriften
- Das heimliche Gericht. Ein Trauerspiel (Anonym, Göschen, Leipzig 1790)
- Vermischte Schriften von dem Verfasser des heimlichen Gerichts (1793)
- Aufsätze in den Friedenspräliminarien (1794–1796) und in Klio (1795–1798)
- Sämtliche Werke seit dem Jahre 1802, hrsg. von Therese Huber
- Das große Schauspiel: Ausgewählte Schriften zur Französischen Revolution. In: Sabine Dorothea Jordan (Hrsg.): Stuttgarter Arbeiten zur Germanistik, Nr. 284, Verlag Hans Dieter Heinz, 1994, ISBN 3880992886.